# Juntas, pero no revueltas

Juntas, pero no revueltas es una serie española de televisión, estrenada en 1995 por TVE e inspirada en la sitcom estadounidense Las chicas de oro. Fue dirigida por Antonio del Real.

## Argumento
Narra, en tono de humor, la convivencia bajo un mismo techo de cuatro mujeres maduras, de personalidades dispares: 
- Julia (Mercedes Sampietro): Madrileña. Profesora de literatura, abandonada por su marido tras 30 años de matrimonio. La más seria y responsable y con un sarcástico sentido del humor. Se corresponde con el personaje de Dorothy (Beatrice Arthur) en la serie original.

- Nuri (Mónica Randall): Catalana. Disipada y devoradora de hombre; es una viuda propietaria del chalet que comparten las amigas. Se corresponde con el personaje de Blanche (Rue McClanahan) en la serie original.

- Rosa (Kiti Manver): Andaluza. Es una camarera viuda ingenua y entrañable. Se corresponde con el personaje de Rose (Betty White) en la serie original.

- Benigna (Amparo Baró). Vallisoletana. La cascarrabias madre de Julia que regresa con su hija tras quedar arrasada por el fuego la residencia de ancianos en que vivía. Sufrió una trombosis como consecuencia de la cual siempre dice en voz alta todo aquello que se le pasa por la cabeza. Se corresponde con el personaje de Sofía (Estelle Getty) en la serie original.

## Audiencias
Pese a que el estreno fue seguido por 3.215.000 (19% de cuota de pantalla), la serie no terminó de cuajar entre el público español. Tras diversos cambios en el día de emisión (domingos, miércoles, lunes y sábados), acabó con una audiencia inferior al millón de espectadores y no se rodó una segunda temporada.

## Actores invitados
En la lista de artistas invitados en la serie, figura:
- Antonio Ferrandis
- Miguel Rellán
- Los Morancos